# Galeottia
Galeottia é um género botânico pertencente à família das orquídeas (Orchidaceae). Foi proposto por A.Rich. & Galeotti, em 1845, publicado em Annales des Sciences Naturelles; Botanique, sér. 3 3: 25. A Galeottia grandiflora A. Rich. & Galeotti é a espécie tipo. O nome do gênero é uma homenagem ao botânico italiano H. Galeotti.

## Distribuição
Galeottia agrupa doze espécies epífitas, de crescimento subcespitoso, muito parecidas com Batemannia, e algumas vezes com elas confundidas, que existem no sul da América Central e norte da América do Sul, cinco delas chegando até a Amazônia brasileira e floresta tropicais úmidas do centro oeste e florestas atlânticas do nordeste. A Colômbia pode ser considerada seu centro de dispersão. Naturalmente, são plantas que gostam de calor, pouca variação climática ao longo do ano, umidade e sombra, entretanto seu cultivo não é difícil.

## Descrição
Pelo porte, podem ser comparadas à Brasiliorchis picta, seus pseudobulbos, separados por curto rizoma com raízes espessas, são alongados, de secção redonda ou algo tetragonais, quando jovens guarnecidos por Baínhas basais, bifolhados. As folhas apresentam nervura central bem salientada no dorso, brilhantes, coriáceas, oblongo-lanceoladas, com pseudopecíolo na base.
A inflorescência racemosa é horizontal ou ascendente, e nasce da axila das Baínhas basais de um broto em desenvolvimento, pouco ultrapassando a altura dos pseudobulbos. Comporta poucas flores, pouco atraentes, porém interessantes, razoavelmente grandes em comparação com a planta.
As flores apresentam labelo trilobado, posicionando-se os lobos laterais de forma erguida e o apical um pouco recurvado, com várias quilhas altas longitudinais no disco inteiro ou de margens franjadas. As pétalas são levemente recurvadas, falcadas, com ápice agudo. As sépalas são um pouco mais longas que as pétalas, lanceoladas, a dorsal ereta e as laterais reflexas e mais estreitas. A coluna é curta, espessa, auriculada, tem pé relativamente longo, e dois pares de polínias.

## Espécies
1. Galeottia acuminata (C.Schweinf.) Dressler & Christenson, Lindleyana 3: 211 (1988 publ. 1989).
2. Galeottia antioquiana (Kraenzl.) Dressler & Christenson, Lindleyana 3: 221 (1988 publ. 1989).
3. Galeottia burkei (Rchb.f.) Dressler & Christenson, Lindleyana 3: 221 (1988 publ. 1989).
4. Galeottia ciliata (Morel) Dressler & Christenson, Lindleyana 3: 221 (1988 publ. 1989).
5. Galeottia colombiana (Garay) Dressler & Christenson, Lindleyana 3: 222 (1988 publ. 1989).
6. Galeottia fimbriata (Linden & Rchb.f.) Schltr., Repert. Spec. Nov. Regni Veg. Beih. 7: 266 (1920).
7. Galeottia grandiflora A.Rich., Ann. Sci. Nat., Bot., III, 3: 25 (1845).
8. Galeottia jorisiana (Rolfe) Schltr., Repert. Spec. Nov. Regni Veg. Beih. 6: 86 (1919).
9. Galeottia marginata (Garay) Dressler & Christenson, Lindleyana 3: 222 (1988 publ. 1989).
10. Galeottia negrensis Schltr., Beih. Bot. Centralbl. 42(2): 128 (1925).
11. Galeottia peruviana D.E.Benn. & Christenson, Lindleyana 13: 48 (1998).
12. Galeottia prainiana (Rolfe) Dressler & Christenson, Lindleyana 3: 222 (1988 publ. 1989).